# Suriyakati-Kalender

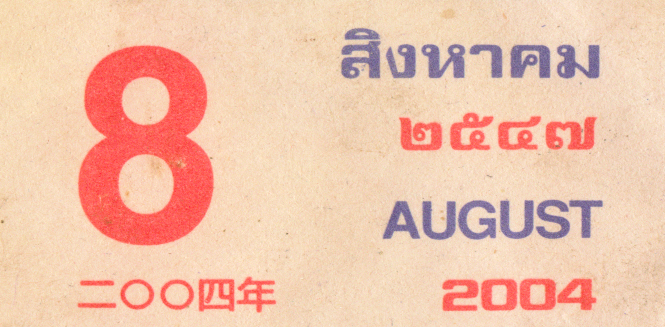
August 2004: ๒๕๔๗ = 2547 BE in thailändischen Ziffern, 二〇〇四年 = Jahr 2004 auf Chinesisch

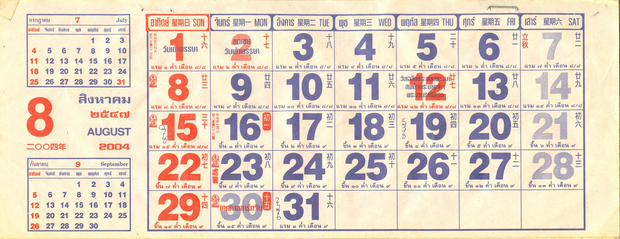
Typischer Thailändischer Kalender in Thai, Chinesisch und Englisch

Der Suriyakati-Kalender (Thai: ปฏิทินสุริยคติไทย patithin suriyakhati thai, auch: Thailändischer Sonnenkalender) ist das derzeit in Thailand gebräuchliche Kalendersystem. Er basiert auf dem weltweit meistverwendeten gregorianischen Kalender, verwendet aber zur Zählung der Jahre die buddhistische Zeitrechnung (BE). Damit sind die Jahreszahlen um 543 größer als in der christlichen Zeitrechnung. 
Eingeführt wurde der Kalender von König Chulalongkorn (Rama V.) im Jahr 1888, wobei damals der Neujahrstag noch auf den 1. April des jeweiligen Jahres fiel. 1941 (2484 BE) wurde der Neujahrstag dann durch den damaligen thailändischen Premierminister Phibul Songkhram auf den 1. Januar verlegt, sodass das Jahr 2483 BE nur neun Monate lang war. 
| Monat   | 1    | 4    | 7    | 10   | 1    | 4    | 7    | 10   | 1    | 4    | 7    | 10   | 1    | 4    | 7    | 10   |
| n. Chr. | 1939 | 1939 | 1939 | 1939 | 1940 | 1940 | 1940 | 1940 | 1941 | 1941 | 1941 | 1941 | 1942 | 1942 | 1942 | 1942 |
| BE      |      | 2482 | 2482 | 2482 | 2482 | 2483 | 2483 | 2483 | 2484 | 2484 | 2484 | 2484 | 2485 | 2485 | 2485 | 2485 |

Vor der Einführung des Suriyakati-Kalenders war das in Thailand offizielle Kalendersystem der thailändische Mondkalender, der immer noch zur Bestimmung der buddhistischen Feiertage verwendet wird. 
Kalender in Thailand enthalten heute aus Bequemlichkeitsgründen beide Kalendersysteme. Die Jahreszahl nach der buddhistischen Zeitrechnung wird dabei in thailändischen Ziffern geschrieben, während die gregorianische Jahreszahl sowohl in arabischen als auch in chinesischen Ziffern aufgeführt wird.